# Петре Чапура
Петре Чапура (12 липня 1942) — румунський академічний веслувальник.
Бронзовий призер Олімпійських Ігор 1972 року в складі розпашної двійки зі стерновим, учасник 1968, 1980 років.
Чемпіон світу 1970 року в складі розпашної двійки зі стерновим.
Бронзовий призер Чемпіонату Європи 1967 (розпашні четвірки зі стерновим), 1969, 1973 років у складі розпашної двійки зі стерновим.